# Iepure arctic

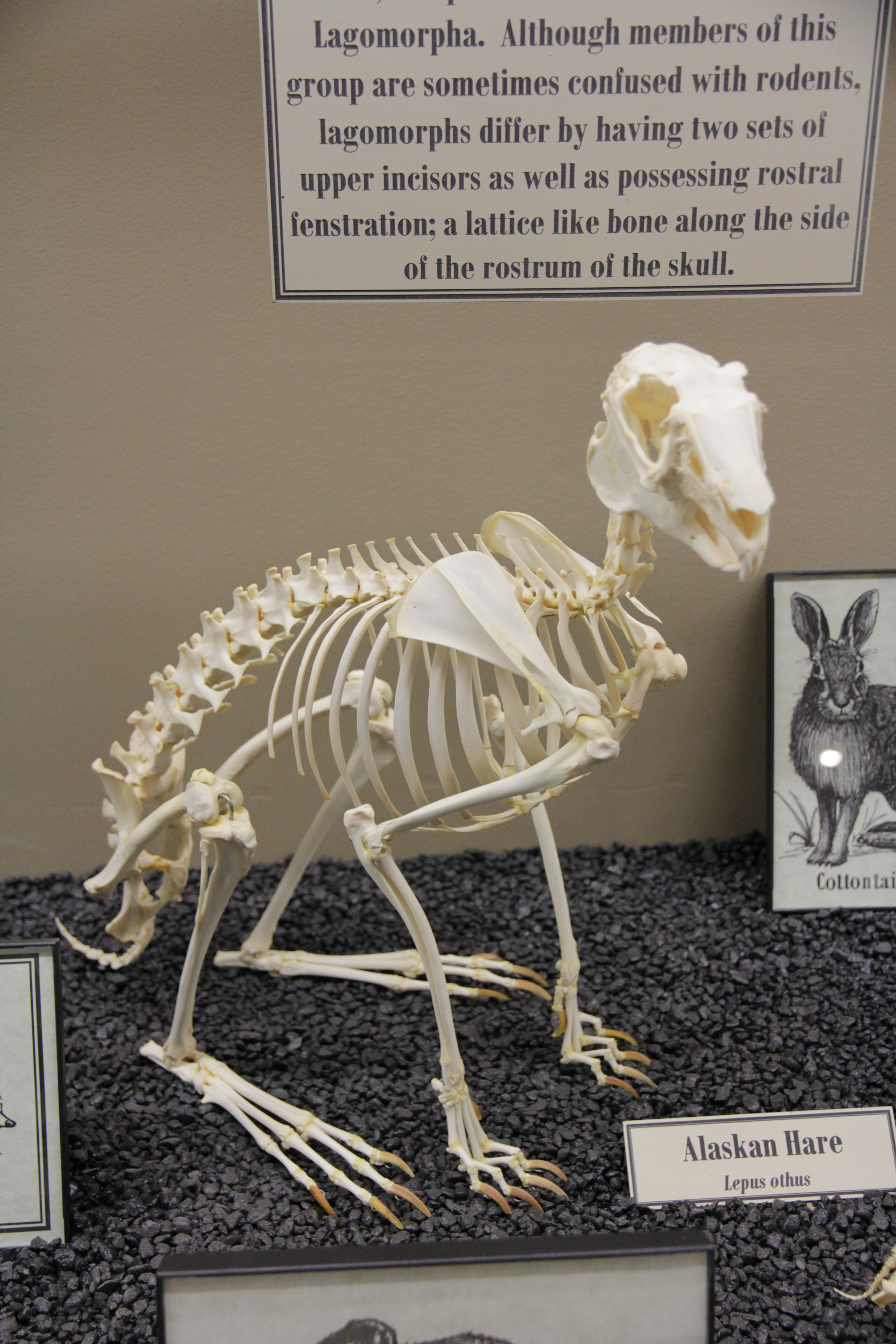
Scheletul unui iepure arctic afișat la Museum of Osteology

Iepurele arctic (Lepus othus) este o specie de mamifere din familia iepurilor, Leporidae. Nu sapă vizuini și se găsește în tundra deschisă din vestul și sud-vestul Alaskăi și Peninsulei Alaska din Statele Unite. În cea mai mare parte a anului, iepurii arctici sunt solitari, cu excepția perioadei de împerechere, în timpul căreia produc un singur rând de pui care poate consta în până la 8 pui. Printre prădători se numără păsări răpitoare și urși polari, precum și oameni care vânează specia în timpul vânătorilor sportive. Uniunea Internațională pentru Conservarea Naturii clasifică această specie ca fiind neamenințată cu dispariția.

## Taxonomie
Specia Lepus othus a fost descrisă în anul 1900 de către Clinton Hart Merriam. Speciile cu care iepurele arctic (Lepus othus) este înrudit cel mai mult sunt iepurele polar (Lepus arcticus) din nordul Canadei și Groenlanda și iepurele alb (Lepus timidus) din nordul Eurasiei, de care Lepus othus este izolată din punct de vedere geografic. Face parte din subgenul Lepus și a fost anterior inclusă în L. arcticus sau în L. timidus. Mammal Species of the World identifică L. o. othus și L. o. tschuktschorum ca subspecii valide ale L. othus, dar Hall (1981) identifică subspeciile L. o. othus și L. o. poadromus.

## Descriere
Iepurele arctic este una dintre cele mai mari specii din genul Lepus. Este una dintre cele două specii din genul Lepus originare din statul Alaska, Statele Unite, cealaltă fiind iepurele de zăpadă (Lepus americanus), care este o specie mai comună. Atât masculii adulți, cât și femelele adulte din specia Lepus othus au în mod normal lungimea între 50–70 cm, coada măsurând până la încă 8 cm. Labele picioarelor lor posterioare au 20 cm în lungime, despre care se crede că le permit să se miște ușor în caz de zăpadă. S-a raportat că aceștia își folosesc labele picioarelor și pentru a se apăra împotriva prădătorilor. Această specie cântărește de la 2,9 la 7,2 kg, în medie 4,8 kg, iar prin urmare este una dintre cele mai mari specii din ordinul Lagomorpha, alături de iepurele de câmp (Lepus europeaus), iepurele polar și Lepus tibetanus, care au dimensiuni similare. Comparativ cu urechile altor specii din Lepus, urechile iepurilor arctici sunt mai scurte. Acestea sunt mai scurte pentru a conserva căldura pe parcursul lunilor de iarnă. Urechile iepurilor arctici joacă un rol important în termoreglare, iar din moment ce urechile lor sunt mici, acestea previn pierderea căldurii în climatul rece. În timpul verii, iepurii arctici au stratul de blană brun și părțile lor inferioare sunt albe. În timpul iernii, stratul lor de blană este alb, iar urechile au vârful negru. De asemenea, blana de vară din partea superioară de culoare brună-cenușie năpârlește, devenind toată albă în timpul iernii.

## Răspândire și habitat
Nu trăiesc în vizuini, dar în schimb se adăpostesc în zone deschise. Habitatul lor este compus din tundră și zone stâncoase, precum și zone cu desișuri care le permit să se camufleze. Altitudinea la care se găsesc este de 0 m până la ~660 m. Arealul lor include vestul și sud-vestul Alaskăi, incluzând Peninsula Alaska.

## Comportament și ecologie

### Dietă
Sunt erbivori, hrănindu-se cu o varietate de frunziș și de fructe. Căutarea hranei are loc în principal în zori și pe la amurg. De asemenea, în timpul verii se hrănesc cu plante verzi, iar în timpul iernii cu scoarță și crenguțe.

### Reproducere
Iepurii arctici sunt în cea mai mare parte solitari și de obicei se adună în grupuri numai în timpul sezonului de împerechere, în aprilie și mai. În mod normal, au anual doar un rând de pui care constă în 4–8 pui ce sunt născuți în perioada iunie-iulie. Aceștia sunt activi la scurt timp după naștere și se nasc cu stratul de blană întreg și cu ochii deschiși. Înțărcarea are loc pe la 5–9 săptămâni de la naștere.

### Prădători și paraziți
Printre prădătorii iepurelui arctic se numără vulpi, urși polari, glutoni, animale din genul Mustela și păsări răpitoare. Deși iepurii arctici nu sunt vânați frecvent pentru hrană de către oameni, sunt prinși în capcană atât pentru blana lor, cât și în timpul vânătorilor sportive. Cu toate acestea, sunt prinși în capcană mai des pentru blana lor decât pentru carnea lor. În Alaska, blana lor poate fi și este utilizată la realizarea de papuci și veșminte.
Iepurii arctici pot purta tularemia, o boală bacteriană ce poate fi transmisă animalelor de companie și oamenilor. Aceasta poate cauza răni infecțioase, inflamarea ganglionilor limfatici și febră sau simptome asemănătoare gripei.

## Stare de conservare
Populația iepurilor arctici pare sănătoasă per total, dar nu se știe dacă este în creștere sau în scădere. Nu există deloc sau există puțină monitorizare a acestei specii. Uniunea Internațională pentru Conservarea Naturii clasificată specia ca fiind neamenințată cu dispariția.